# ابر ماژلانی بزرگ
ابر ماژلانی بزرگ (به انگلیسی: Large Magellanic Cloud) (LMC) کهکشانی در همسایگی کهکشان راه شیری است. فاصله‌اش از کهکشان راه شیری ۴۸٫۵ کیلو پارسک (تقریبا ۱۶۰۰۰۰ سال نوری) است و بنابراین سومین کهکشان نزدیک به راه شیری (پس از کهکشان کوتوله کروی قوس) شمرده می‌شود. ابر ماژلانی بزرگ با قطر ۱۴ هزار سال نوری، پس از راه شیری، کهکشان آندرومدا و کهکشان مثلث، چهارمین کهکشان بزرگ گروه محلی است.

## تاریخچه
دریانوردان و سیاحان قدیم عرب که از دیرباز به سواحل خاوری آفریقا دررفت و آمد بودند، نخستین کسانی بودند که با ابر ماژلانی بزرگ و ابر ماژلانی کوچک آشنا شدند.

نخستین اشارهٔ مستند به ابر ماژلانی بزرگ توسط اخترشناس ایرانی، عبدالرحمان صوفی در کتاب صورالکواکب در حوالی سال ۹۶۴ میلادی انجام شده‌است. عبدالرحمان صوفی نیز در واقع در کتاب صورالکواکب رصد آن‌ها را گزارش می‌کند، نه رصد خود را. در کتاب صورالکواکب عبدالرحمان، با ترجمهٔ خواجه نصیر طوسی، دربارهٔ ابرهای ماژلانی چنین نوشته شده‌است: 

 … و قومی گفته‌اند که در زیر سهیل دو کوکب است که قدمهای سهل اند و در زیر قدمهای سهل کواکب نورانی سپید است که به عراق نبینند و نه [بر متن/به زمین] نجد از ولایت عرب و اهل تهامه که بینند بَقَر خوانند آن کواکب را. و بطلمیوس از این هیچ نگفته و ما ندانیم که این سخن بر حق است یا باطل. و قومی گفته‌اند ابتدای کواکب سفینه از نزدیک سعد بهام است … 
ثبت رصد بعدی در سال‌های ۱۵۰۳–۱۵۰۴ توسط آمریگو وسپوچی و در سومین سفر دریایی او انجام شد.

## فاصله
ابر ماژلانی بزرگ سومین کهکشان به ماست. این ابر نمونهٔ یک کهکشان نامنظم است و شکل خاصی ندارد و فاصلهٔ آن به ما ۱۶۰۰۰۰ سال نوری است و یک سوم پهنای کهکشان ما را دارد.

## ویژگیها
در یکی از قسمت‌های این کهکشان گروهی از ستاره‌های جوان و بسیار داغ است. مانند ستاره R136A1. که پرنورترین ستاره و سنگین‌ترین ستاره است.

## نگارخانه

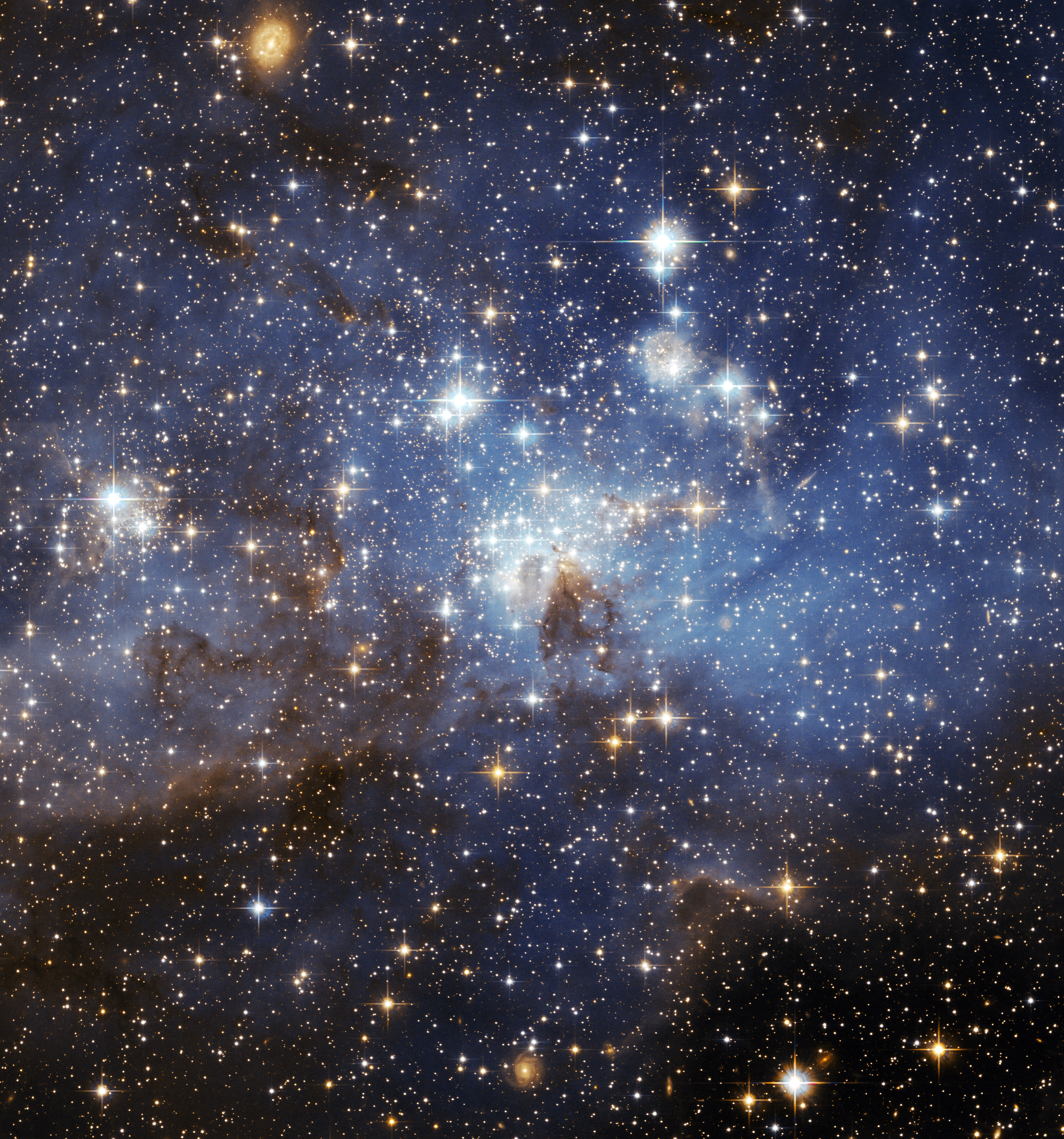
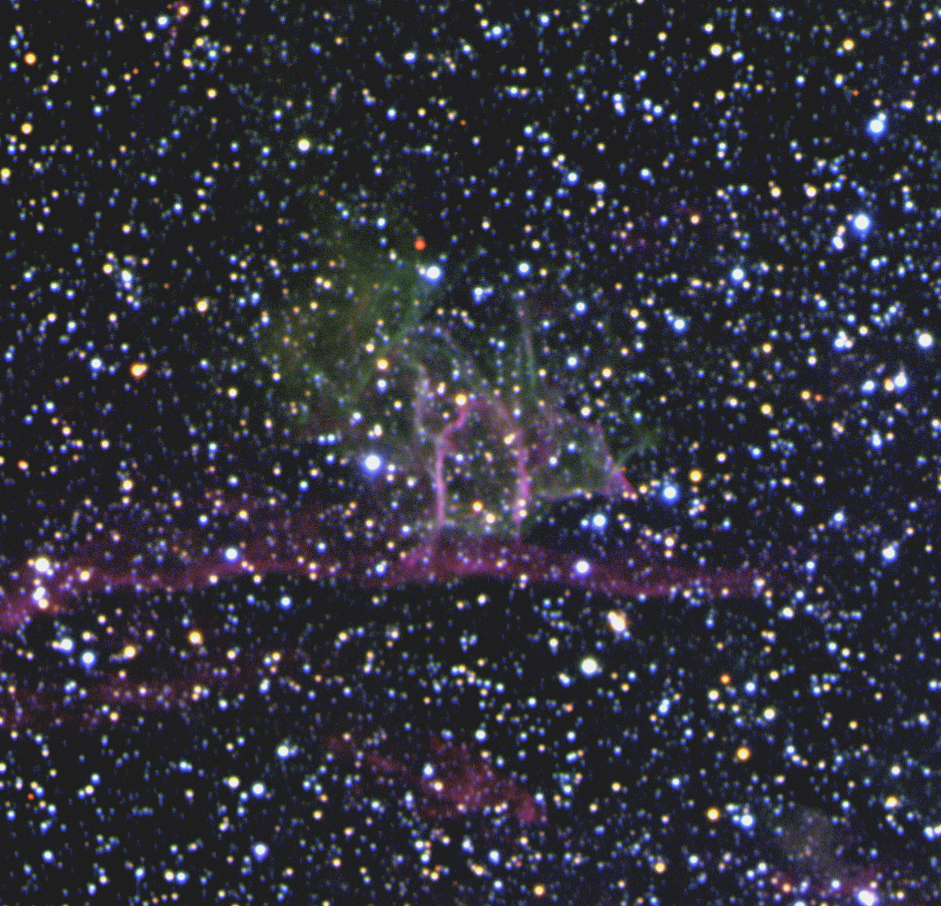
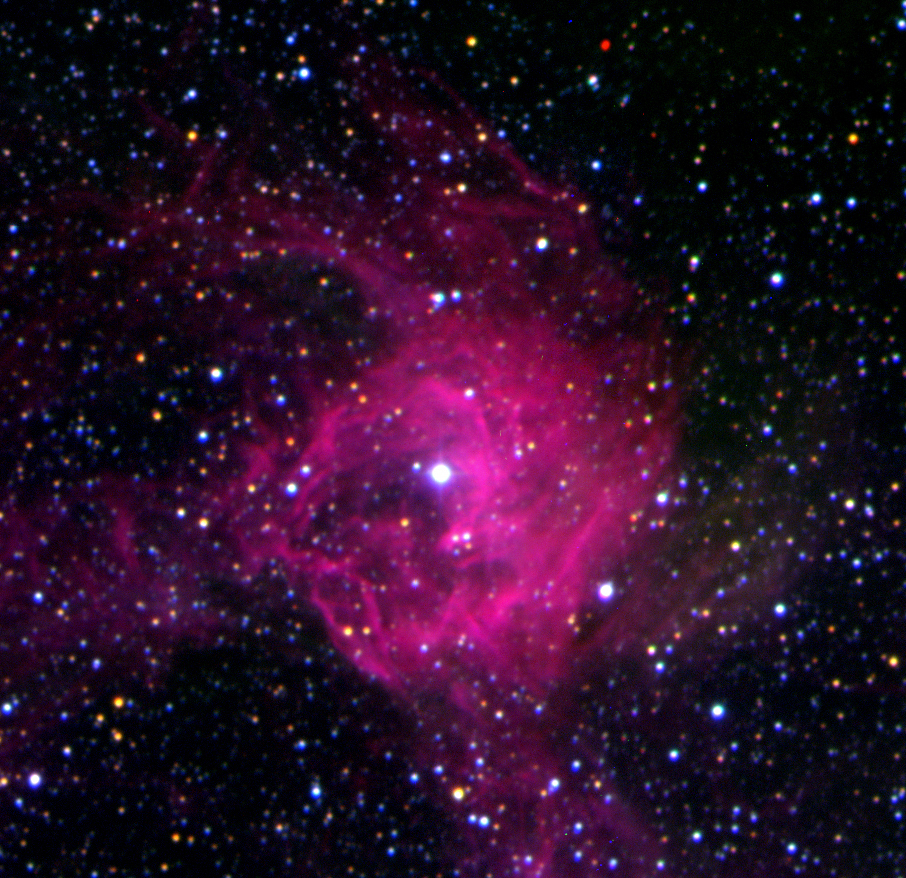
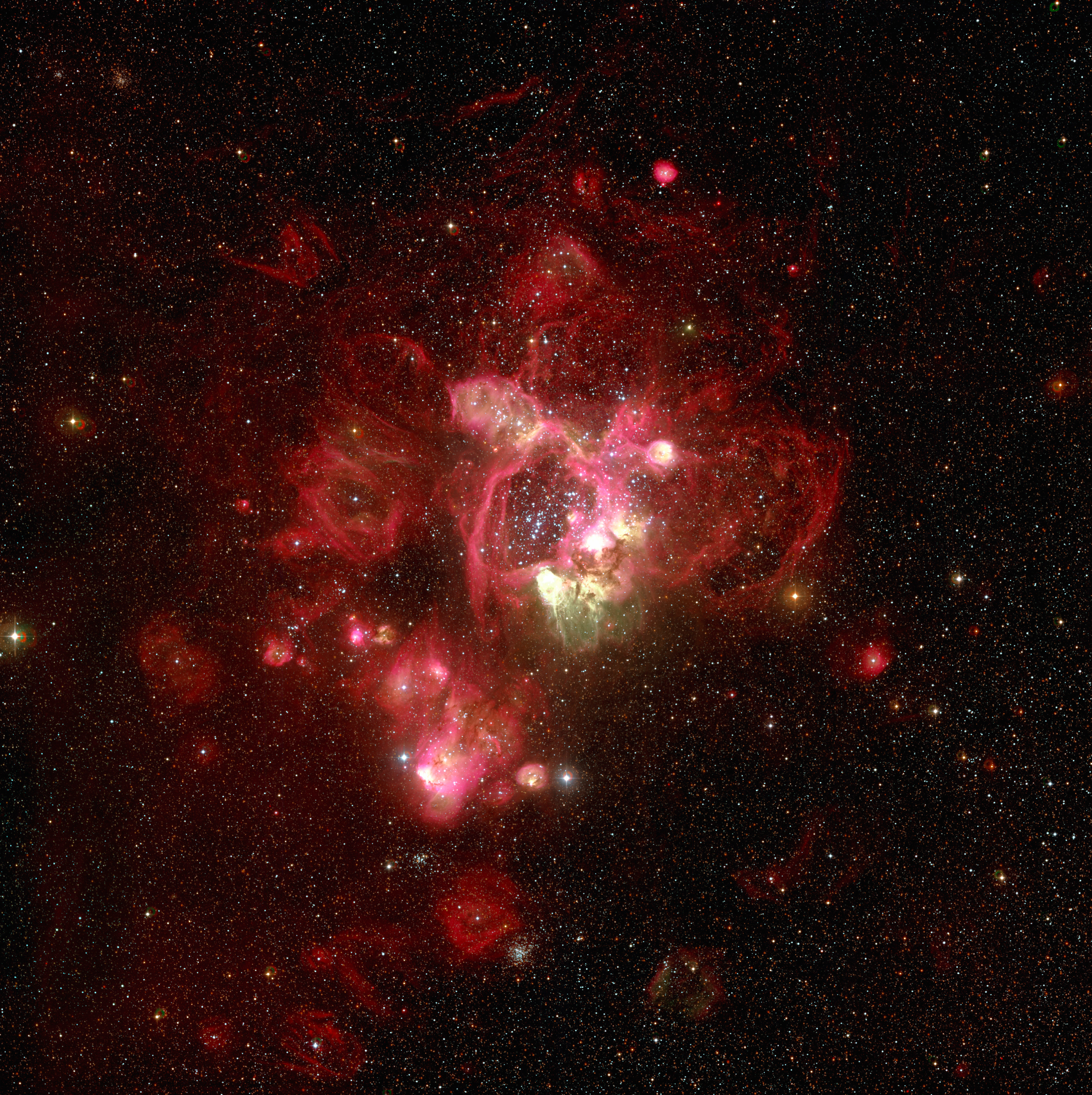
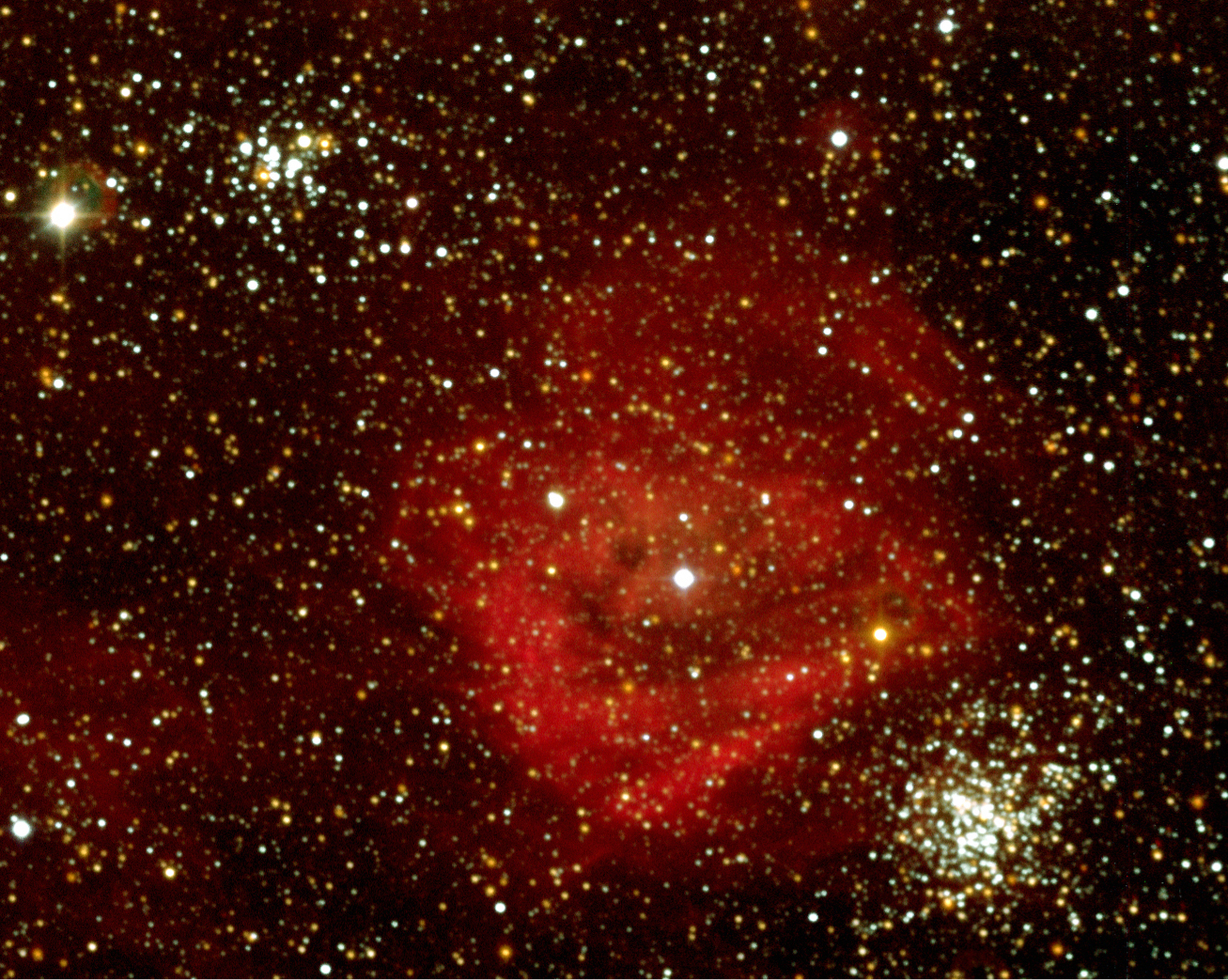
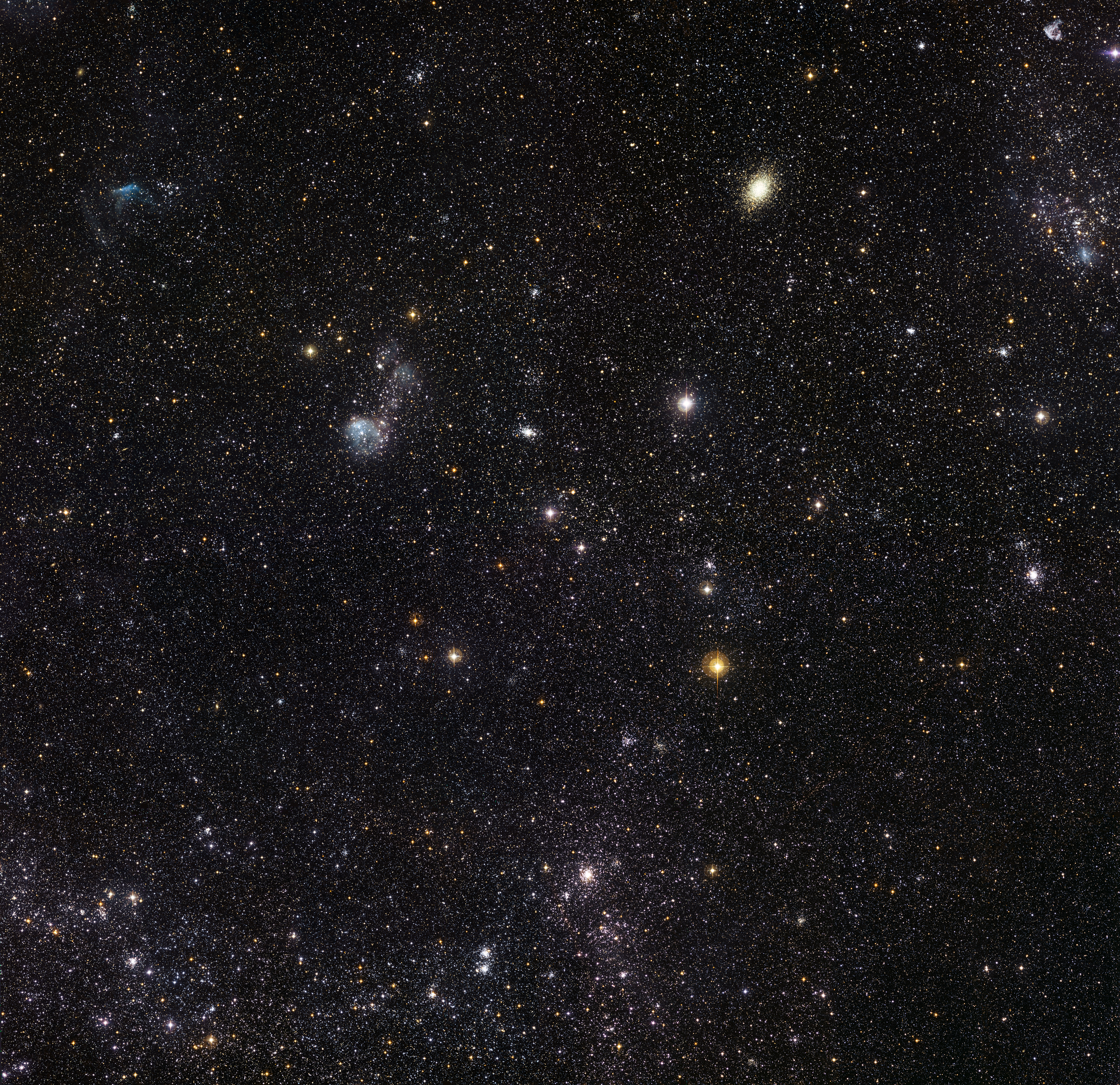
تصویری از تصویرگر میدان گسترده در تلسکوپ 2.2 متری MPG/ESO در رصدخانه لا سیلا ESO در شیلی. اعتبار: رصدخانه جنوبی اروپا
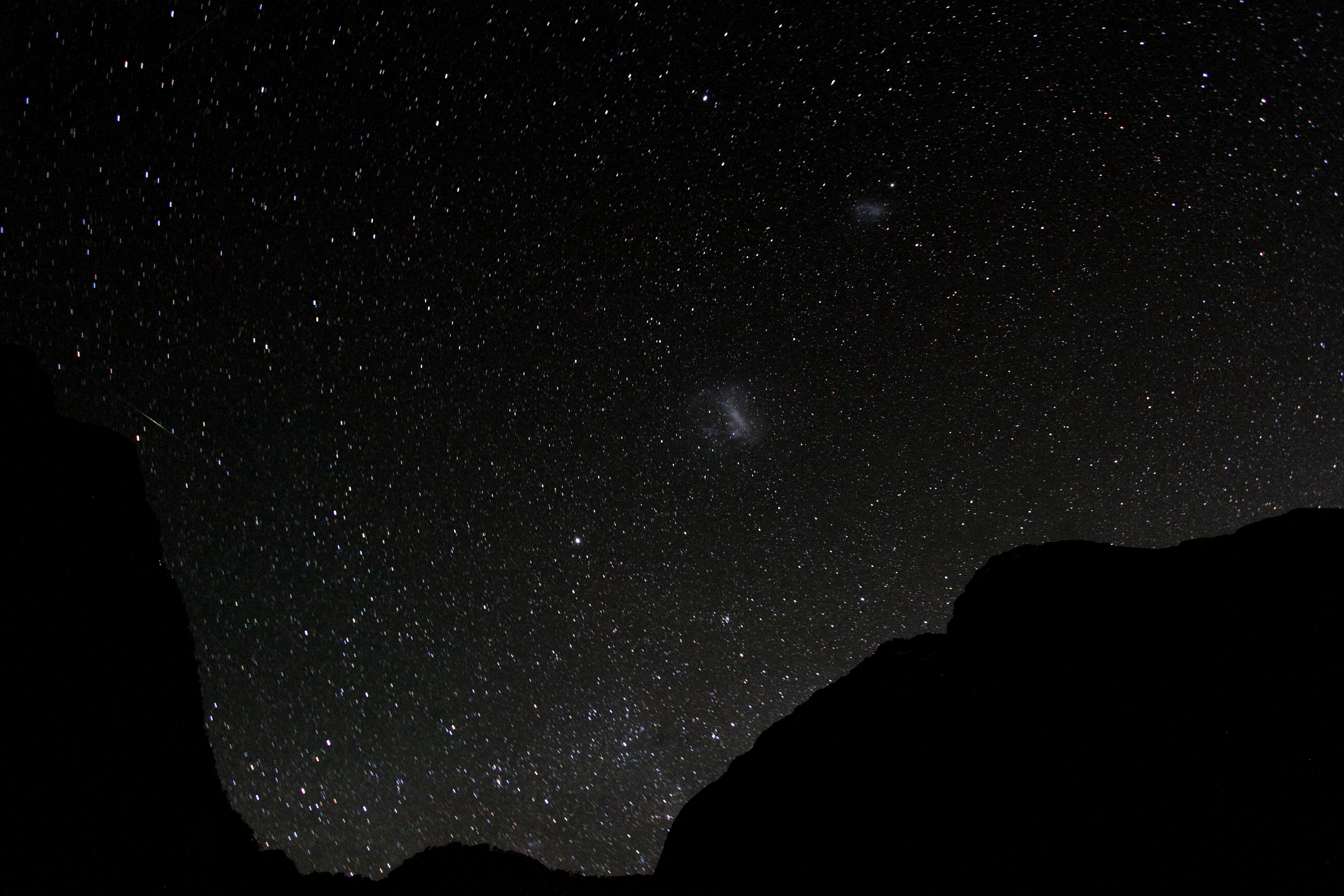
مشاهده ابرهای بزرگ و کوچک ماژلانی در آسمان نیمکره جنوبی
کهکشان ابر ماژلانی بزرگ در نور  فروسرخ .